# Senné, Michalovce
Senné este o comună slovacă, aflată în districtul Michalovce din regiunea Košice. Localitatea se află la altitudinea de 100 m deasupra n.m., se întinde pe o suprafață de 18,77 km2 și în 2017 număra 704 locuitori. Se învecinează cu comuna Bežovce.

## Istoric
Localitatea Senné este atestată documentar din 1263.

## Demografie
| An:                | 1994 | 2004   | 2014   | 2024   |
| ------------------ | ---- | ------ | ------ | ------ |
| Număr de persoane: | 716  | 736    | 725    | 731    |
| Diferență:         |      | +2,79% | −1,49% | +0,82% |

| An:                | 2023 | 2024   |
| ------------------ | ---- | ------ |
| Număr de persoane: | 723  | 731    |
| Diferență:         |      | +1,10% |